# Вівека Сельдал
Вівека Крістіна Сельдал (швед. Viveka Kristina Seldahl; нар. 15 березня 1944, Евераммер, провінція Ємтланд, Швеція — пом. 3 листопада 2001, Стокгольм) — шведська акторка, дворазова володарка премії «Золотий жук» за найкращу жіночу роль (вдруге посмертно).
Стала відома завдяки участі в серіалі Raskens, пізніше в основному грала в театрі, часто з чоловіком Свелом Вулльтером. Успіх у кінематографі прийшов у 1990 році.

## Життєпис

### Ранні роки
Вівека Сельдал народилася в Евераммері, провінція Ємтланд, недалеко від Естерсунда, проте зростала в Стокгольмі в приході Оскарс, де жили її рідні. Була дочкою матері-одиначки, тому багато часу проводила в Бармагоссені у батьків матері.
У шкільні роки любила співати і навіть виступала на випускному вечорі. Після закінчення школи працювала покоївкою, продавчинею і офіціанткою, одночасно навчаючись акторської майстерності у Віллі Кобланка. У 1967 році, з третьої спроби, вступила до Гетеборзького театрального училища, яке закінчила в 1970 році.

### Кар'єра
Отримавши театральну освіту, Сельдал стала акторкою Гетеборзького міського театру. Зарекомендувала себе як талановита акторка в двох постановках за п'єсами Бертольта Брехта: «Свята Іоанна боєнь» (1973), де виконала головну роль, і «Кавказьке крейдяне коло» (1978, у ролі Груші Вахнадзе). На головній сцені Сельдал грала до 1978 року, після чого зі Свеном Вулльтером (її чоловіком з 1971 року) перейшла в тільки но створений філіал театр Ангередс — перший в Швеції заміський театр. Після так званого «Маніфесту» разом з чоловіком покинула Ангередс і в 1983 році заснувала Фольктеатер в Євлеборзі. В 1986 році стала акторкою Стокгольмського міського театру, де грала до самої смерті. У цьому театрі найбільш яскравими роботами стали ролі у виставах «Макбет» (1992) і «Трамвай „Бажання“» (1998).
Успіх на телебаченні прийшов до Сельдал з роллю Нергордс-Анни в серіалі Raskens (1976). Разом з нею в ньому знімався і Вулльтер. Також популярною стала її участь у телефільмі Polisen som vägrade ge upp (1984), але решту часу акторка майже повністю присвячувала театральній роботі. У 1989 році вона знову з'явилася на екрані у фільмі S/Y Glädjen, за роль в якому була удостоєна першої премії «Золотий жук». Незабаром вийшло ще кілька фільмів за її участі: Änglagård (1992), Änglagård andra sommaren (1994), Jerusalem (1996) і Juloratoriet (1996), а також серіали Fasadklättraren і Hammarkullen.
Вівека Крістіна Сельдал не тільки грала в кіно, але і співала: її виконання можна почути, наприклад, в Änglagård — andra sommaren  (пісні Där rosor aldrig dör і En vänlig grönskas rika dräkt). Також вона виконала головну пісню в трилері 1999 року Mamy Blue.

### Останні роки
Вівека Сельдал померла в 2001 році після довгої боротьби з онкологічним захворюванням. Її останнім фільмом стала мелодрама данського режисера Білле Аугуста «Пісня для Мартіна» (2001), за який вона посмертно була вдруге удостоєна премії «Золотий жук». У лютому 2001 року, незважаючи на хворобу, вона грала у своєму останньому спектаклі — Systrarna (за п'єсою «Три сестри») Стокгольмського міського театру за участю Івонн Ломбард та Бібі Андерссон.
Вівека Крістіна Сельдал похована на кладовищі Скугсчюркогорден у Стокгольмі.

## Спадщина
Svensk Filmdatabas характеризує Вівеку Крістіну Сельдал як одну з найбільш яскравих шведських акторок, з щирим поглядом, у якому відображалася емоційність і чуттєвість. Завдяки цьому їй вдалося втілити в життя кілька образів несентиментальних, незалежних і сильних жінок. Критик Томас Фурсер зазначав, що Сельдал вміла відмітити трагічність своїх ролей. В інтерв'ю акторка висловлювала жаль, що їй не дісталися великі жіночі ролі 1930-х і 1940-х років, їй не вистачало образів жінок, які виводили в своїх фільмах Хассе Екман та Інгмар Бергман. На сцені вона частіше мала можливість проявити свою здатність перетворити будь-яку роль в образ, що запам'ятовується, наприклад, у кількох п'єсах Брехта, в «Макбеті» і «Трамваї „Бажання“».
В пам'ять акторки заснована щорічна премія для заохочення талановитих акторів театру.

## Родина
Вівека Крістіна Сельдал з 1971 року і до смерті була одружена зі Свеном Вулльтером. У 1975 році народила сина, Карла Сельдала.

## Нагороди та премії
- 1990 — премія «Золотий жук» найкращій акторці за роль Майя-Лєни Скуг у фільмі S/Y Glädjen[5];
- 2001 — премія кінофестивалю в Карлових Варах[5];
- 2002 — премія кінофестивалю в Санта-Барбарі[5];
- 2002 — премія «Золотий жук» найкращій акторці за роль Барбари у фільмі «Пісня для Мартіна»[5].

## Вибрана фільмографія
- 1976 — Raskens (телесеріал)
- 1982 — Ett hjärta av guld
- 1984 — Polisen som vägrade ge upp (телесеріал)
- 1984 — Taxibilder (телесеріал)
- 1989 — S/Y Glädjen
- 1991 — Guldburen (телесеріал)
- 1992 — Änglagård
- 1993 — Den gråtande ministern (телесеріал)
- 1993 — För brinnande livet
- 1994 — Änglagård — andra sommaren
- 1996 — Harry & Sonja
- 1996 — Jerusalem
- 1996 — Juloratoriet
- 1997 — Hammarkullen (телесеріал)
- 1997 — Heta lappar
- 1997 — Kenny Starfighter (телесеріал)
- 1999 — Insider (телесеріал)
- 1999 — Lusten till ett liv
- 1999 — Vägen ut
- 1999 — Mamy Blue
- 2001 — «Пісня для Мартіна»

## Обрані театральні роботи
| Рік  | Роль         | Вистава                                           | Режисер           | Театр                        |
| ---- | ------------ | ------------------------------------------------- | ----------------- | ---------------------------- |
| 1987 | Іветта       | «Матуся Кураж та її діти» Бертольт Брехт          | Рагнар Лют        | Стокгольмський міський театр |
| 1996 | Кейт         | «Сільвія» А. Р. Герні                             | Рікард Гюнтер     | Фолькан                      |
| 1997 | —            | Jag älskar dig, markatta Ноел Ковард              | Жиль Авергель     | Васатеатерн                  |
| 1999 | Місіс Ніклбі | Nicholas Nickleby Девід Едгар                     | Георг Мальвіус    | Стокгольмський міський театр |
| 2001 | Ірина        | SystrarnaПер Улоф Енквіст за п'єсою Антона Чехова | Бенні Фредрікссон | Стокгольмський міський театр |